# Paul-Amaury Michel
Paul-Amaury Michel (Bruselas, 22 de febrero de 1912 - Bruselas, 2 de marzo de 1988) fue un arquitecto racionalista belga. 

## Trayectoria
Estudió en la École nationale supérieure d'architecture et des arts visuels (La Cambre) en Bruselas, fundada por Henry Van de Velde en 1927, donde fue uno de los primeros en titularse arquitecto, en 1934. Poco después viajó por Francia y Países Bajos, donde conoció a arquitectos racionalistas como Le Corbusier, André Lurçat, Pierre Chareau y Robert Mallet-Stevens.
En 1935 fue artífice de la Casa de vidrio en Bruselas (1935), inspirada en la obra de Chareau. Al año siguiente se adhirió al CIAM (Congreso Internacional de Arquitectura Moderna). En los años siguientes construyó diversos edificios y casas en la región de Bruselas, como el edificio Clarté en Uccle (1939).
Tras la Segunda Guerra Mundial se especializó en pabellones para exposiciones y ferias de muestras: Milán y Viena en 1951, Damasco (1957), Bruselas (1958), Berlín (1965 y 1972), Budapest (1967 y 1973), Montreal (1970), Pekín (1975), etc.